# 國立中央圖書館舊址 (南京)
國立中央圖書館舊址位於江蘇省南京市成賢街66號。這棟建築高三層，修建於1947年至1948年，設計者是劉敦楨，一層曾是辦公部分，二、三層則是閱覽室。1949年後，這座建築被南京圖書館使用，現在是江蘇省文物保護單位。